# Attalla
Attalla é uma cidade localizada no estado americano do Alabama, no Condado de Etowah.

## Demografia
Segundo o censo americano de 2000, a sua população era de 6592 habitantes. 
Em 2006, foi estimada uma população de 6455, um decréscimo de 137 (-2.1%).

## Geografia
De acordo com o United States Census Bureau, a localidade tem uma área de 17,3 km², sem área coberta por água.

## Localidades na vizinhança
O diagrama seguinte representa as localidades num raio de 16 km ao redor de Attalla. 